# Sempervivum ossetiense
Sempervivum ossetiense ist eine Pflanzenart aus der Gattung der Hauswurzen (Sempervivum) in der Familie der Dickblattgewächse (Crassulaceae). Das Artepitheton ossetiense verweist auf das Vorkommen der Art in Ossetien.

## Beschreibung

### Vegetative Merkmale
Sempervivum ossetiense wächst als wenigblättrige, dicke, fast kugelförmige Rosettenpflanze mit einem Durchmesser von bis zu 3 Zentimeter und bildet Ausläufer von bis zu 20 Zentimeter Länge. Die verkehrt lanzettlichen bis länglich verkehrt lanzettlichen, flaumhaarigen Laubblätter sind grün und besitzen eine kleine braune Spitze. Die Blattspreite ist etwa 14 Millimeter lang, 6 Millimeter breit und etwa 4 Millimeter dick.

### Generative Merkmale
Der Blütentrieb erreicht eine Länge von bis zu 9,5 Zentimeter. Der Blütenstand ist wenigblütig. Die zehnzähligen Blüten weisen einen Durchmesser von etwa 2,5 Zentimeter auf. Ihre aufwärts gebogenen Kronblätter besitzen eine dunklere Spitze. Die Kelchblätter weisen einen breiten purpurfarbenen Mittelstreif auf und besitzen rosafarbene Ränder. Die  Staubfäden sind purpurrot. Die rot gepunkteten Staubbeutel besitzen eine Spitze mit kleiner aufgesetzter Spitze.

## Systematik und Verbreitung
Sempervivum ossetiense ist in Georgien im Kaukasus und in Ossetien auf Kalkstein in Höhen von etwa 1520 Metern verbreitet. Die Art ist nur vom Typusfundort bekannt.
Die Erstbeschreibung durch Royden Samuel Wale wurde 1942 veröffentlicht.

## Nachweise